# Arthez-de-Béarn
Arthez-de-Béarn – miejscowość i gmina we Francji, w regionie Nowa Akwitania, w departamencie Pireneje Atlantyckie.
Według danych na rok 2015 gminę zamieszkiwało 1 855 osób, a gęstość zaludnienia wynosiła 66,0 osób/km².